# Velika ženska loža Srbije
Velika ženska loža Srbije (srp.. Велика женска ложа Србије), skraćeno VŽLS, je ženska slobodnozidarska velika loža u Srbiji. Osnovana je 2022. godine uz pomoć Velike ženske lože Francuske.

## Povijest
Godine 1991. je Velika ženska loža Francuske u svoje članstvo primila prve članice iz Srbije, u Loži "Ruža vjetrova" (Loge La Rose des Vents).
Pod pokroviteljstvom Velike ženske lože Francuske 2007. godine u Beogradu je formirana prva ženska loža u Srbiji, Loža "Vera Fides". Kasnije su osnovanje još dvije lože u Beogradu, Loža "Danica" (2014.) i Loža "Aurora". Prva loža van Beograda formirana je 11. ožujka 2022. godine u Nišu, pod nazivom Loža "Naisa".
Velika ženska loža Francuske je 12. ožujka 2022. godine u Beogradu osnovala Veliku žensku ložu Srbije, sastavljenu od četiri francuske lože smještene u Srbiji. Za prvu veliku majstoricu ove velike ženske lože izabrana je Anka Bakić. Ovom skupu nazočili su i predstavnici drugih velikih ženskih loža iz Bugarske, Švicarske, Rumunjske i Tuske, članica CLIMAF-a.
Članice Lože "Vera Fides" iz Hrvatske su u Zagrebu u travnju 2022. godine formirale Ložu "Uzorita".

## Ustroj
Sjedište Velike ženske lože Srbije je u Beogradu.

### Lože
Godine 2024. pod okriljem ove velike lože djeluju četiri lože, od toga tri su u Beogradu i jedna u Nišu:
- Loža "Vera Fides" (Ложа "Вера Фидес") br. 1, Beograd
- Loža "Danica" (Ложа "Даница") br. 2, Beograd – nosi naziv po pučkom nazivu i antroponimu za planet Veneru prisutnom u slavenskoj mitologiji.
- Loža "Aurora" (Ложа "Аурора") br. 3, Beograd – nosi naziv po drugom nazivu za polarnu svjetlost.
- Loža "Naisa" (Ложа "Наиса") br. 4, Niš

### Uprava
Velikom ženskom ložom Srbije upravlja velika majstorica koja se bira na trogodišnje razdoblje.
1. Anka Bakić (od 2022.)[1]

### Međunarodna suradnja
Velika ženska loža Srbije je pridružena članica međunarodnog saveza CLIMAF.
Također, Velika ženska loža ima potpisane povelje o prijateljstvu i međusobnom priznavanju s drugim velikim ložama, među kojima su Velika ženska loža Francuske, Velika ženska loža Portugala, Velika ženska loža Španjolske (2023.) te mješovite: Liberalna velika loža Srbije i Velika nacionalna loža Hrvatske.

### Obredi
Primarni obred Velike ženske lože Srbije je Drevni i prihvaćeni škotski obred. Velika ženska loža upravlja simboličkim stupnjevima plave lože (učenik, pomoćnik i majstor) i delegira upravljanje visokim stupnjevima na dodatna tijela i redove.

## Pridružena tijela i redovi
Upravljanje visokim stupnjevima Velika ženska loža Srbije provodi kroz pridružena tijela i redove od kojih svaki predstavlja jedan obred a na temelju potpisanih konkordata.
- Vrhovni savjet Hrvatske 33. i posljednjeg stupnja Drevnog i prihvaćenog škotskog obreda – nadležan za rad Drevnog i prihvaćenog škotskog obreda.[11]

Vrhovni savjet Hrvatske je osnovan 2017. godine i djeluje pri Velikoj nacionalnoj loži Hrvatske.